# Uki Goñi

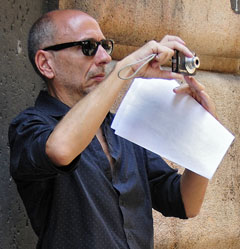
Uki Goñi 2009

Uki Goñi (* 17. Oktober 1953 in Washington, D.C.) ist ein argentinischer Journalist und Historiker.

## Leben
Goñi wuchs in einer argentinischen Diplomatenfamilie auf. Sein Großvater Santos Goñi war in den 1920er bis 1940er Jahren argentinischer Konsul in San Francisco, Wien, Genua und Bolivien. Sein Vater – der mit dem Senator Eugene McCarthy befreundet war – arbeitete in der argentinischen Botschaft in Washington D.C. und war später argentinischer Botschafter in Irland. Aufgewachsen in den USA, Mexiko und Irland, lebt Goñi seit 1975 in Argentinien und arbeitet als Journalist für den Buenos Aires Herald.
Größere Bekanntheit erlangte Goñi 1994 mit einer Reportage über die Praxis des Verschwindenlassens und die Folter während der argentinischen Militärdiktatur: El Infiltrado. La verdadera historia de Alfredo Astiz. Das Buch basierte auf einer persönlichen Erfahrung. Eine Gruppe, die ihn als Journalisten aufsuchte und über die Menschenrechtsverletzungen des Regimes informierte, wurde selbst Opfer dieser Verbrechen. Dem als Folterer bekannt gewordenen Marine- und Geheimdienstoffizier Alfredo Astiz war es gelungen, sich in die Gruppe einzuschleusen.
Danach arbeitete Goñi weltweit für verschiedene Medien, so für die New York Times, das Time Magazine und den britischen Guardian.
Mit dem Buch Perón y los Alemanes (1998) zeichnete er die „Verbindungen zwischen dem Peronismus und dem NS-Regime nach und schildert die Spionagenetzwerke der Nazis in Argentinien während des Krieges“. Mit seinem 2002 erschienenen Werk The Real Odessa, für das er in US-amerikanischen, argentinischen und europäischen Archiven recherchierte und über 200 Zeitzeugen interviewte, legte er erstmals eine umfassende Untersuchung des Systems der Fluchthilfe für NS-Kriegsverbrecher vor. Das Werk wurde zu einem international beachteten Standardwerk.

## Werke (Auswahl)
- El Infiltrado. La verdadera historia de Alfredo Astiz, Buenos Aires 1996
- Perón y los Alemanes, Buenos Aires 1998
- The Real Odessa, London 2002
  - In deutscher Übersetzung: Odessa. Die wahre Geschichte. Fluchthilfe für NS-Kriegsverbrecher. Aus dem Englischen von Theo Bruns und Stefanie Graefe. Assoziation A, Berlin u. a. 2006, ISBN 3-935936-40-0.

## Rezensionen
zu Odessa: Die wahre Geschichte. Fluchthilfe für NS-Kriegsverbrecher.
- Max Paul Friedman: Review of Goñi, Uk, The Real Odessa: Smuggling the Nazis to Perón's Argentina. H-German, H-Net Reviews. April, 2004
- Anke Schwarzer: Eichmanns Fluchthelfer. In: Frankfurter Rundschau, 3. Januar 2006
- Ruth Bettina Birn: Sammelrez. Fluchthilfe für NS-Verbrecher, in: H-Soz-u-Kult, 25. Oktober 2007.
- Rezensionsnotizen zu Odessa. Die wahre Geschichte. Fluchthilfe für NS-Kriegsverbrecher bei Perlentaucher